# Beyond the Curtain
Beyond the Curtain (Brasil: A Fuga dos Malsinados / Portugal: Para Além da Cortina) é um filme britânico de drama, dirigido por Compton Bennett. Lançado em 1960, foi protagonizado por Richard Greene e Eva Bartok.

## Elenco
- Richard Greene ... Capitão Jim Kyle
- Eva Bartok ... Karin von Seefeldt
- Marius Goring ... Hans Körtner
- Lucie Mannheim ... Frau von Seefeldt
- Andrée Melly ... Linda
- George Mikell ... Pieter von Seefeldt
- John Welsh ... ginasta
- Denis Shaw ... Krumm
- Annette Carell ... Governador
- Gaylord Cavallaro ... Twining
- Leonard Sachs ... Waiter
- Brian Wilde ... Bill Seddon
- Steve Plytas ... Zimmerman
- Guy Kingsley Poynter ... Capitão Law
- André Mikhelson ... Coronel russo